# Bothriderinae
Bothriderinae es una subfamilia de coleópteros polífagos.

## Géneros
- Antibothrus - Antroderus - Ascetoderes - Asosylus - Bothrideres - Chinikus - Cosmothorax - Craspedophilus - Cylindromicrus - Dastarcus - Deretaphrus - Emmaglaeus - Erotylathris - Leptoglyphus - Lithophorus - Mabomus - Machlotes - Ogmoderes - Patroderes - Petalophora - Prolyctus - Pseudantibothrus - Pseudobothrideres - Pseudososylus - Roplyctus - Shekarus - Sosylus - Triboderus